# 벤 르윈
벤 르윈(Ben Lewin, 1946년 8월 6일~)은 오스트레일리아의 영화 감독이다.

## 생애
폴란드에서 태어났다. 가족과 함께 멜버른으로 이주했다. 6세에 소아마비로 인해 나머지 인생을 목발로 보내야 했다. 멜버른 대학교를 다니며 법을 공부했다. 1971년 오스트레일리아에서 법정 변호사 직업을 그만두고 잉글랜드의 내셔널 필름 앤드 텔레비전 스쿨에서 영화를 공부했다.

## 참여 작품
- 세션: 이 남자가 사랑하는 법
- 스탠바이, 웬디
- 더 캐쳐 워즈 어 스파이